# Bryan Mahon
Pour les articles homonymes, voir Mahon.
Bryan Mahon, né le 2 avril 1862 et décédé le 29 septembre 1930, était un général de l'armée britannique lors de la Première Guerre mondiale, et sénateur de l'État libre d'Irlande.